# You're the Inspiration
«You're the inspiration» (en español: «Tú eres la inspiración») es una power ballad escrita por Peter Cetera y David Foster y producida por el propio Foster e interpretada por la banda de rock estadounidense Chicago y grabada para su 14.º álbum de estudio Chicago 17 (1984) con Cetera como vocalista. Fue el tercer sencillo de ese álbum, alcanzó el número tres en el Billboard Hot 100 en enero de 1985 y escaló al primer puesto en la lista de éxitos adulto contémporaneo al mismo tiempo.

## Historia
Cetera comentó en una entrevista en 2004 que Inspiration comenzó como una canción para Kenny Rogers. David Foster estaba trabajando con Rogers y llamó a Cetera para decirle que Rogers quería que escribiera una canción para él. Cetera comentó en la entrevista,

«David Foster me llamó y me dijo "Estoy en el estudio con Kenny Rogers y él quiere que escribas una canción para él". Yo dije "Eso está genial: con el único inconveniente de que salgo de viaje a Italia esta noche alrededor de las 9 en punto, estaré allí durante dos semanas. Te llamaré cuando regrese". Y (David) me dijo "No, no, no, él (Kenny) la necesita ahora." David estaba en el estudio en ese momento y le dije, "Ven aquí ahora y veremos qué podemos hacer." Así que mientras yo empacaba, David condujo hasta donde yo vivía, y aproximadamente en tres horas montamos una pequeña secuencia de acordes para 'Inspiración', que todavía no se llamaba así. Grabamos una cinta con esta estructura de acordes, (y) me la llevé en el avión a Italia. Y por supuesto en esas hermosas habitaciones barrocas de mármol, yo estaba escribiendo cosas sobre Miguel Ángel, ya sabes. Entonces encontré el "Oh... you're the inspiration!". Así que volví con la letra y la melodía, y le presenté la canción. Él (Kenny) sencillamente no tuvo el tiempo o no quiso realizarla... ¡Mejor para mí!».

Tras esto, Cetera cambió algunas de las palabras y la grabó con Chicago para su álbum Chicago 17.

## Hoy
You're the inspiration se convirtió en uno de los temas más memorables de Chicago en su cambio a soft rock entre otros. Ahora es un tema de los más representativos en los conciertos de Chicago pero con la voz de Jason Scheff como el intérprete principal.